# Eleutherodactylus limbatus
Eleutherodactylus limbatus är en groddjursart som först beskrevs av Cope 1862.  Eleutherodactylus limbatus ingår i släktet Eleutherodactylus och familjen Eleutherodactylidae. IUCN kategoriserar arten globalt som sårbar. Inga underarter finns listade i Catalogue of Life.